# گاردن سیتی (جورجیا)
گاردن سیتی، جورجیا (به انگلیسی: Garden City, Georgia) یک شهر در ایالات متحده آمریکا با جمعیت ۸٬۷۷۸ نفر است که در جورجیا واقع شده‌است.

## موقعیت جغرافیایی
موقعیت جغرافیایی شهرها و مناطق اطراف به شرح زیر است: